# Commerce (Califórnia)
Commerce é uma cidade localizada no estado americano da Califórnia, no Condado de Los Angeles. Foi incorporada em 28 de janeiro de 1960.

## Geografia
De acordo com o United States Census Bureau, a cidade tem uma área de 17 km², onde todos os 17 km² estão cobertos por terra.

### Localidades na vizinhança
O diagrama seguinte representa as localidades num raio de 8 km ao redor de Commerce.

## Demografia
Segundo o censo nacional de 2010, a sua população é de 12 823 habitantes e sua densidade populacional é de 757,03 hab/km². Possui 3 470 residências, que resulta em uma densidade de 204,86 residências/km².